# Mauricio en los Juegos Paralímpicos de París 2024
Mauricio estuvo representado en los Juegos Paralímpicos de París 2024 por seis deportistas, tres hombres y tres mujeres.

## Medallistas
El equipo paralímpico mauriciano obtuvo las siguientes medallas:
| Nombre           | Deporte   | Evento              |
| ---------------- | --------- | ------------------- |
| Oro              |           |                     |
| —                |           |                     |
| Plata            |           |                     |
| —                |           |                     |
| Bronce           |           |                     |
| Yovanni Philippe | Atletismo | 400 m T20 masculino |